# Jean-Paul Agon
Jean-Paul Agon (n. 6 iulie 1956, Boulogne-Billancourt, Franța) este un om de afaceri francez.
Este președintele și fostul CEO al companiei internaționale de cosmetice L'Oréal. Din cauza limitei de vârstă de 65 de ani a companiei, Nicolas Hieronimus l-a înlocuit în funcția de CEO la 1 mai 2021, rămânând în același timp președinte al consiliului de administrație. A absolvit HEC Paris în 1978. La 7 aprilie 2022 a fost numit președinte al consiliului de administrație al școlii, în locul lui Jean-Paul Vermès.